# Marienkirche (Oberarth)
Die Marienkirche ist ein römisch-katholisches Kirchengebäude in Oberarth.

## Geschichte

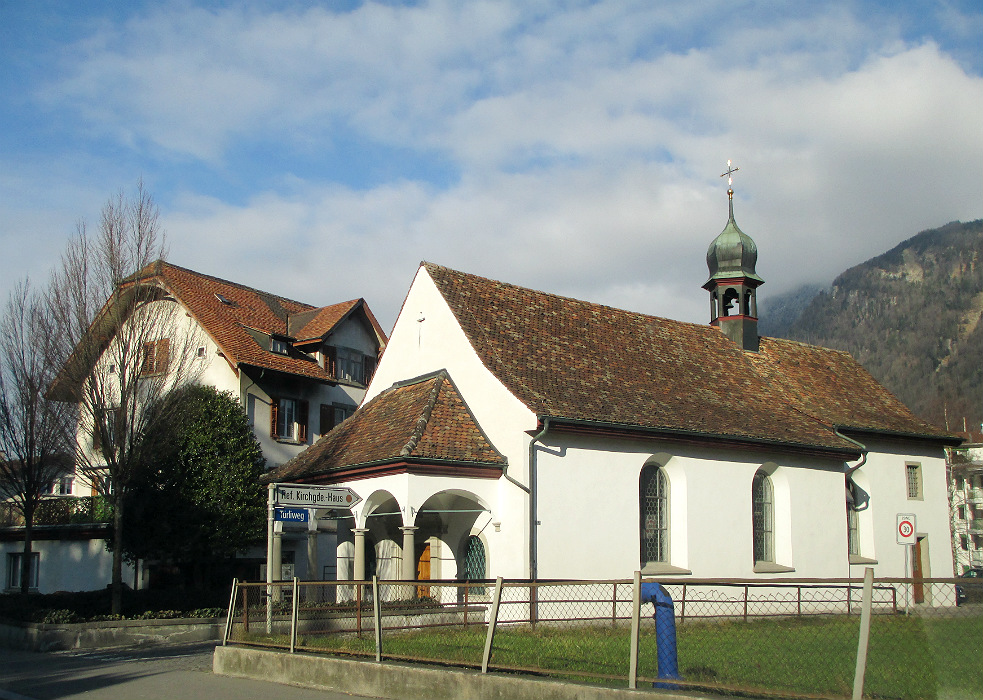
Aussenansicht

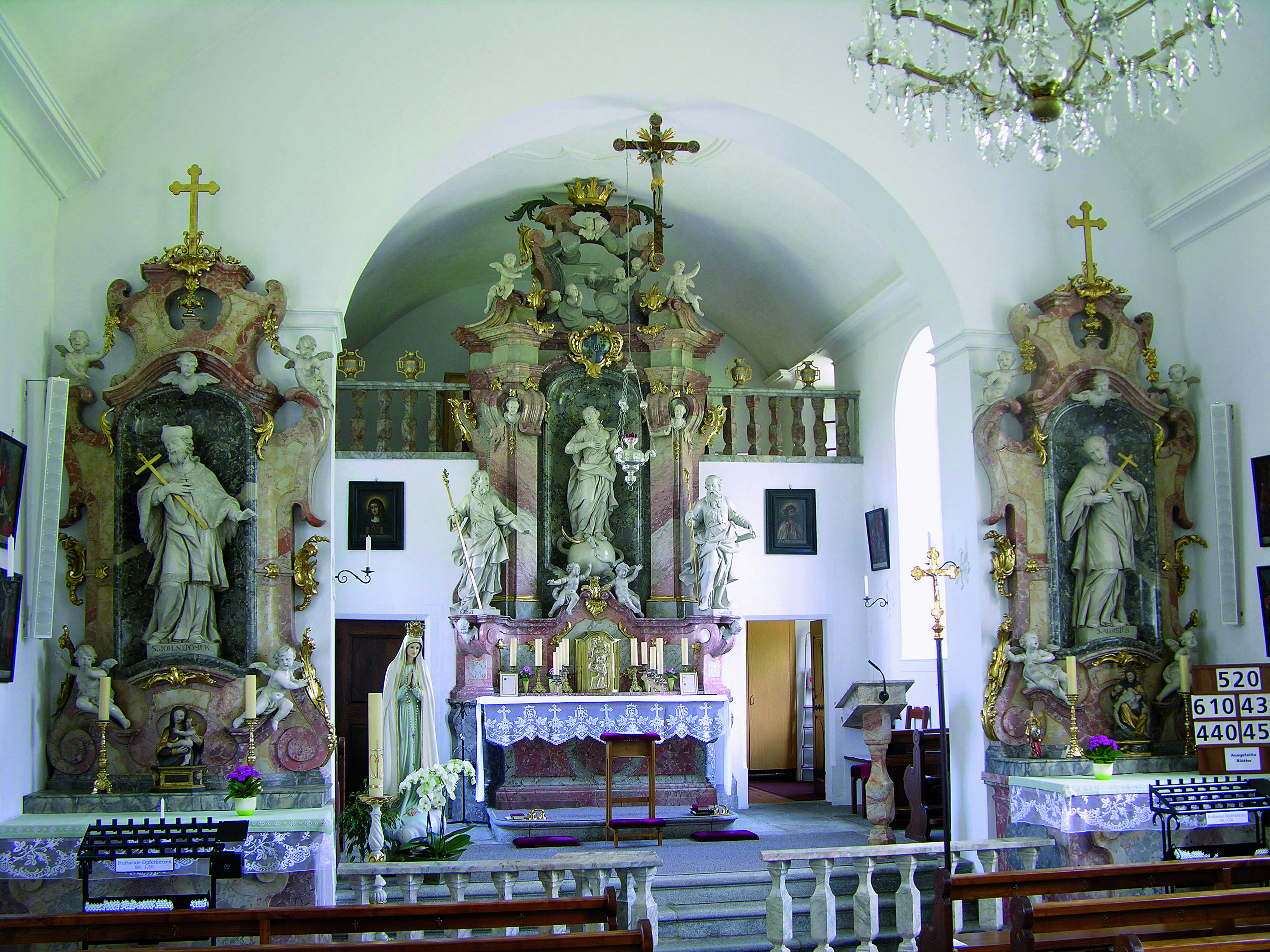
Innenansicht

1466 wurde Ital Reding der Jüngere in Oberarth erstochen. Zum Andenken liess seine Witwe Anna Wagner an dieser Stelle die Marienkapelle erbauen. Zweimal (1514 und 1745) wurde die Kapelle durch Überschwemmungen der Rigi-Aa zerstört und in der Folge wieder aufgebaut. So entstand 1751/53 die heutige Kapelle am jetzigen Standort. Sie wurde in den 1960er Jahren renoviert und 1967 unter den Schutz der Schweizerischen Eidgenossenschaft gestellt.
Die Kirche befindet sich heute noch in Besitz der Familie Reding und wird mittels einer zivilrechtlichen Stiftung der Arther-Linie unterhalten. Vom April 2000 bis Oktober 2001 wurde sie aussen und innen umfassend renoviert, bzw. restauriert. Bei dieser Gelegenheit erhielt die Kapelle auch neue Glocken. Die alten Glocken sind vor der Kapelle zu besichtigen.
Im Februar 2012 wurde die Kapelle durch Diözesanbischof Vitus Huonder zur Marienkirche bzw. zur Pfarrkirche der Personalpfarrei Maria Immaculata für die Ausserordentliche Form des Römischen Ritus in der Urschweiz erhoben.
Seit 1978 wird der Gottesdienst in der traditionellen Form des lateinischen Ritus gemäss dem Missale Romanum von 1962 gefeiert. Seit dem Dezember 1999 wird in der Marienkirche täglich mindestens einmal eine Messe gelesen.
Als Nachfolger von Pater Martin Ramm FSSP fungiert derzeit Hubert Stollsteiner als Administrator der Personalpfarrei. 